# Halicryptus
Halicryptus là chi duy nhất của ngành giun priapulida và phát triển với kích thước lớn. Nó có ảnh hưởng quan trọng đến cấu trúc của các quần xã trầm tích mềm.
Chi này gồm các loài sau:
- Halicryptus higginsi
- Halicryptus spinulosus - loài điển hình